# Hesbaye

Pequeno Vilarejo em Hesbaye

Hesbaye (Francês) ou Haspengouw (Holandês) (Em Latim Hesbania em documentos medievais), é uma região que tem ao sul a província belga de Limburgo, a noroeste a província de Líege e a leste o Brabante Flamengo e o Brabante Valão. 
A parte de Limburgo de Hesbaye contém as cidades de Tongeren, Sint-Truiden, Bilzen e Borgloon, enquanto que nas áreas brabante ficam Tienen, Landen e Zoutleeuw. Desde o século VII era um importante feudo a noroeste das marcas do Reino Austrásia dos Merovíngeos. Fica "naquela região onde o promontório ocidental de Eifel encontra as franjas da silva carbonaria, uma area florestal muito mencionada na história dos Francos”. O Condado Merovíngeo foi consolidado a partrir das antigas “marcas fronteiriças Haspinga da qual o elemento final -ga sobrevive na forma do nome limburguês: Gau (plural Gaue) era um nome Franco antigo para uma divisão política, equivalente em etimologia ao Francês “pays. 

## História
Hesbania (algumas vezes confundida com Hispania em documentos antigos) foi talvez separada para Lamberto de Maastricht/Lambertus” (n. 640), filho de Guerino, Conde de Poitiers (612 em Austrásia, 677/87). Foi mencionada na divisão de territórios na divisão de terras entre Carlos II de França e Luís o Germânico em 880. Em 1040, Henrique III, Sacro Imperador Romano-Germânico doou o feudo ao príncipe-bispo Nitardo de Liége que o integrou ao Principado-Bispado de Liège.  
Os mais conhecidos Condes de Hesbaye foram Ingerman e seu irmão Robert, avô de “”Robert o Forte’’, o qual fundou a Dinastia do Ducado de Brabante e também a Dinastia Capetiana dos Reis da França. A sorte da linhagem dos Condes de Hesbaye foi consolidada quando Ermengarde de Hesbaye (778 em Hesbaye – 3 Outubro 818 em Angers), filha de Ingerman, casou Luís I, o Piedoso, filho de Carlos Magno.
Hoje Hesbaye ainda é uma área rural, com diversos pequenos vilarejos. Théo Brulard em seu estudo La Hesbaye. Étude géographique d'économie rurale (Louvain) 1962, chamou a atenção para o contraste entre os aspectos original e atual da região, hoje uma área de campo, desflorestada, muito agrícola, uma área hoje mais “humanizada” do que de natureza.